# Ramatuelle
Ramatuelle ist eine französische Gemeinde mit 1889 Einwohnern (Stand 1. Januar 2022) an der Mittelmeerküste (Côte d’Azur) im Département Var in der Region Provence-Alpes-Côte d’Azur. Sie gehört zum Kanton Sainte-Maxime im Arrondissement Draguignan.

## Geografie
Ramatuelle ist ein Nachbarort von Saint-Tropez und liegt am östlichen Fuß des Maurenmassivs. Der Ort liegt nahe der Bucht von Pampelonne im Zentrum der Halbinsel von Saint-Tropez in einer typisch provenzalischen Küstenlandschaft, der mit Pinien bewaldete Hügel und fruchtbare Ebenen ihren besonderen Charakter verleihen. Zum Gebiet der Gemeinde zählen die Strände Escalet, Tahiti und der 4,5 Kilometer lange Strand von Pampelonne, der mit seiner Fläche von 27 Hektar zu den größten Sandstränden der Provence zählt. Die Gesamtlänge der Küstenlinie der Gemeinde vom Cap du Pinet bis zum Cap Taillat beträgt etwa 20 Kilometer.

## Kultur und Sehenswürdigkeiten

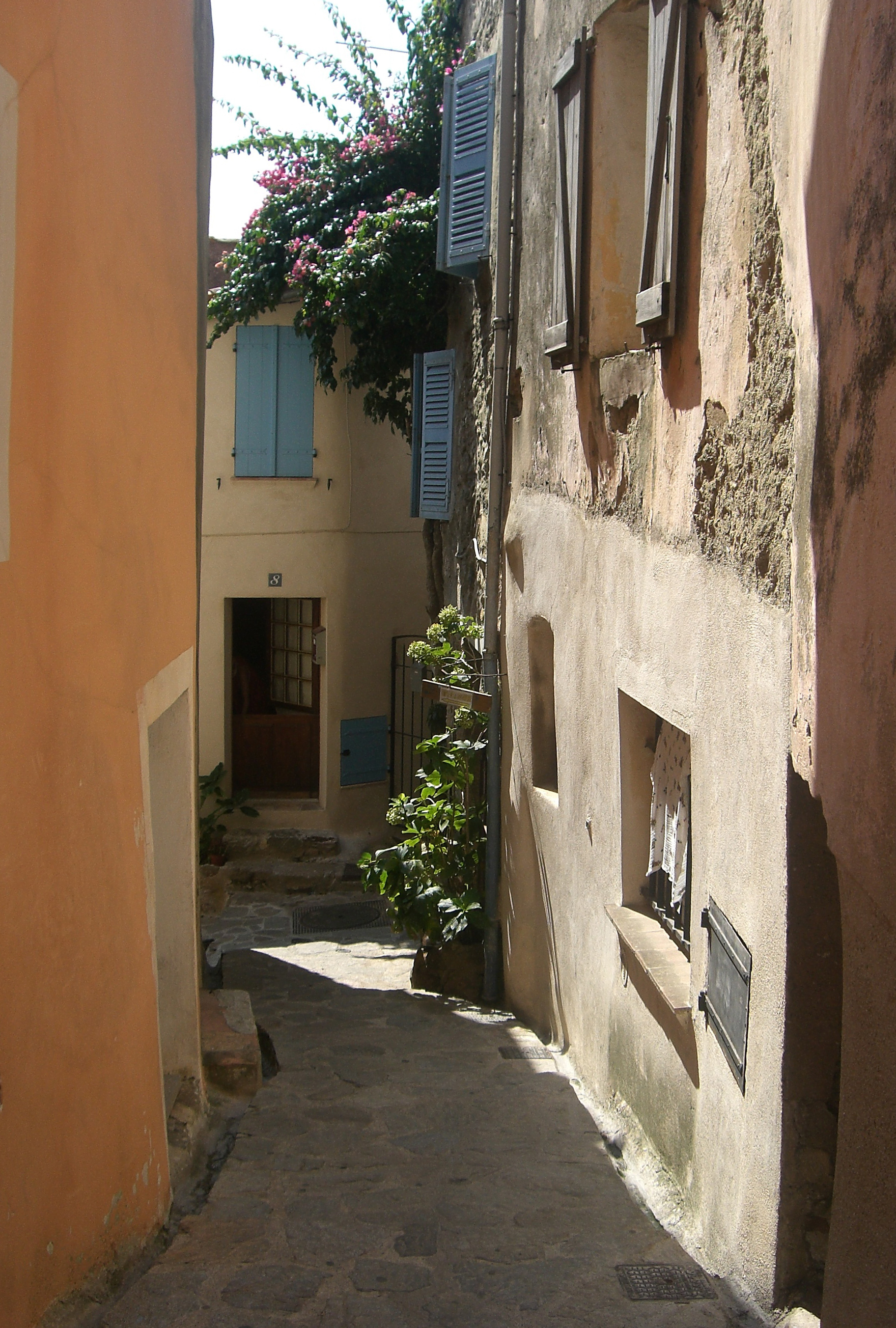
Gasse in Ramatuelle

### Das mittelalterliche Dorf

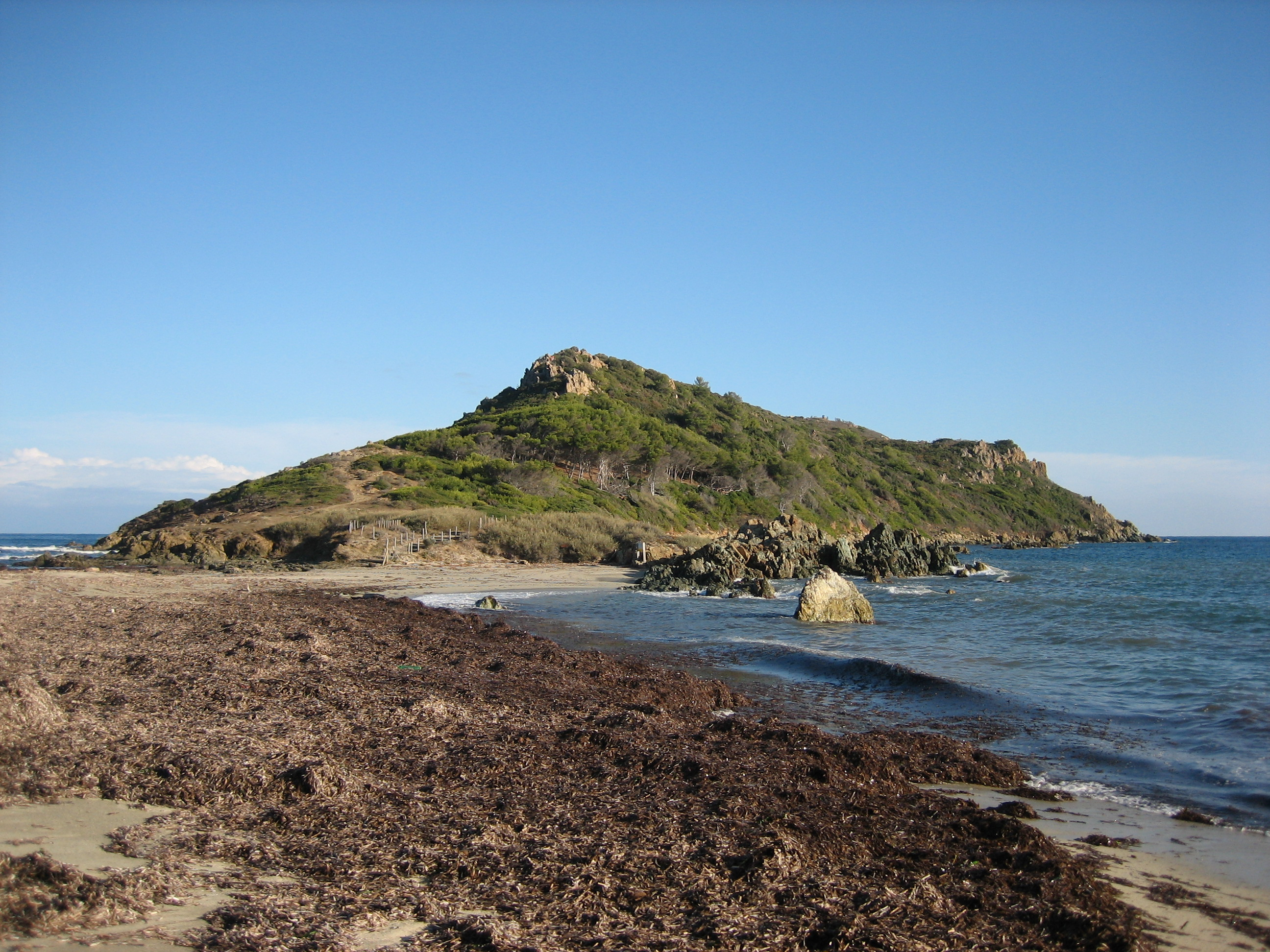
Cap Taillat

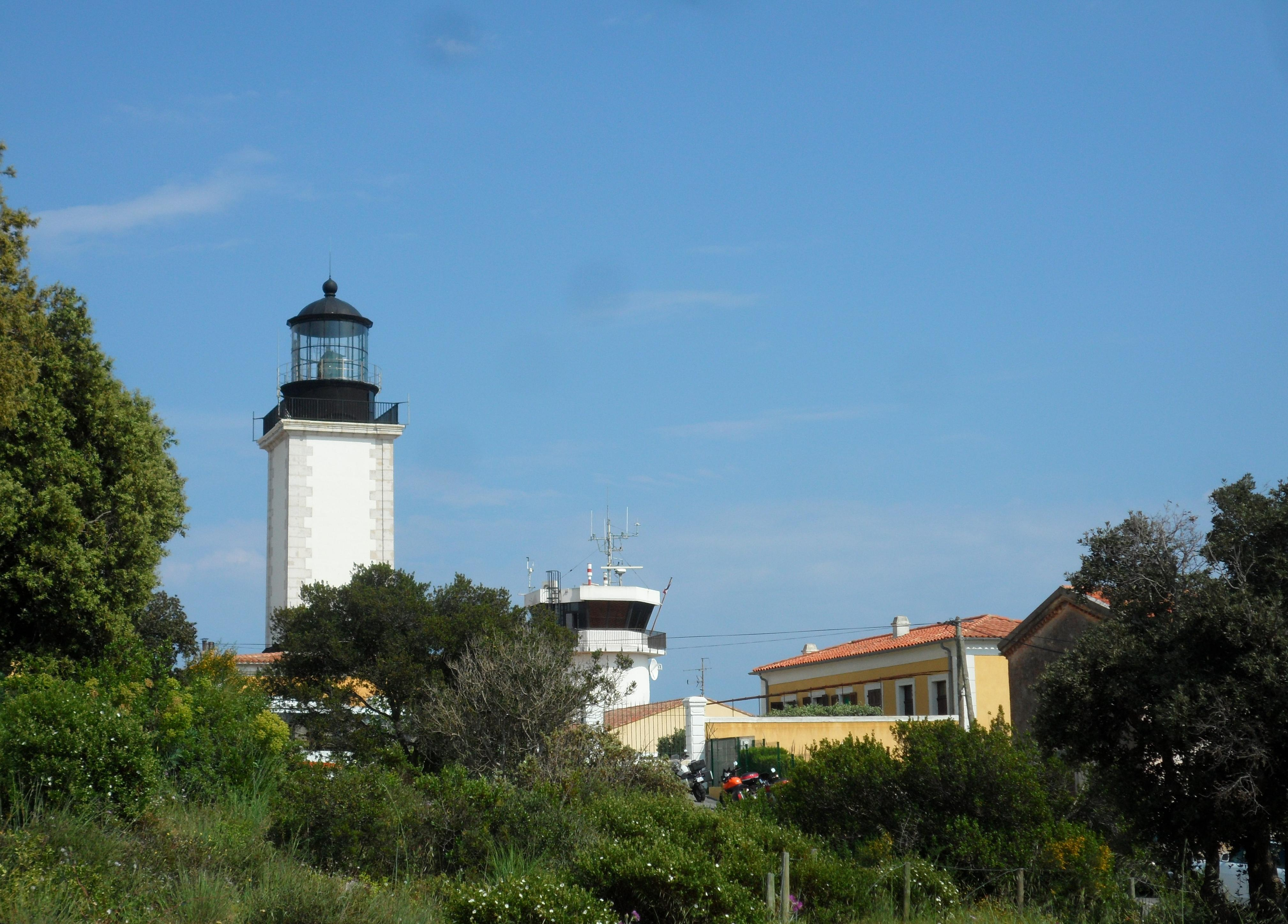
Leuchtturm Phare de Camarat auf dem Cap Camarat

Das Ortsbild des an der Flanke eines Hügels errichteten mittelalterlichen Dorfes ist durch enge, geschwungene und von Gewölben und Rundbögen überspannte Gassen geprägt, die sich spiralförmig die Anhöhe hinaufwinden. Von den ehemaligen Befestigungsanlagen ist im Osten noch das Sarazenentor genannte Tor aus dem 16. Jahrhundert erhalten.
Die Pfarrkirche Notre-Dame entstand im 16. Jahrhundert. Der Kirchturm, ein ehemaliger Wachturm, auf dem später ein Campanile errichtet wurde, datiert bereits aus dem 14. Jahrhundert. Das Portal aus dem 17. Jahrhundert gehörte ursprünglich der Karthause von La Verne.

### Die Umgebung Ramatuelles
- Der restaurierte Dolmen von La Briande liegt östlich von „La Bastide Blanche“  in Ramatuelle.
- Der Leuchtturm Phare de Camarat befindet sich auf dem 130 Meter hohen Cap Camarat. Er wurde 1831 in Betrieb genommen und 1977 automatisiert.
- Eine der verfallenen, nach dem letzten Müller Jean Baptiste Paillas benannten Windmühlen von Paillas aus dem 18. Jahrhundert wurde restauriert.
- Das Mahnmal der Anciens des Services Spéciaux de la Défense Nationale (deutsch „Freunde des früheren nationalen Verteidigungsnachrichtendienstes“) erinnert seit 1959 an den Einsatz von Widerstandskämpfern aus Ramatuelle während des letzten Weltkriegs.
- In Ramatuelle befindet sich die Villa Geissini, die aus der TV-Serie bekannten Millionärsfamilie „Die Geissens“.[1]

### Veranstaltungen
- Seit 1985 findet auf der Freiluftbühne in Ramatuelle jährlich ein Festival für klassische Musik, das Festival de Théâtre et Variété de Ramatuelle und das Festival Jazz Ramatuelle, statt.

## Wirtschaft
Die Haupteinnahmequellen der Gemeinde sind Weinbau und Tourismus, die durch ein breites Spektrum von Handwerk, Handel und Gewerbe ergänzt werden.
Der Weinanbau im Gebiet von Ramatuelle lässt sich bis in die Zeit griechischer Besiedelung um etwa 600 v. Chr. zurückverfolgen. Auf insgesamt 750 Hektar Rebfläche werden heute von einer Winzergenossenschaft und fünf Weingütern zu drei Vierteln Weine der AOC Côtes de Provence und zu einem Viertel Vin de Pays du Var angebaut. Ramatuelle gehört damit zu den wenigen Küstengemeinden, die sich trotz der Expansion des Tourismus eine lebendige und tragfähige Landwirtschaft erhalten haben. Etwa 70 Prozent der Produktion besteht aus dem für die Gegend typischen Roséwein, 25 Prozent sind Rot- und 5 Prozent Weißweine.

## Namensherkunft
Der Ursprung des Ortsnamens ist nicht eindeutig geklärt, eine Hypothese führt ihn auf die Besetzung der Gegend durch die Sarazenen im 9. Jahrhundert zurück und leitet Ramatuelle (früher Ramatuella) vom arabischen Rahmatu-Allah رحمة الله = „die Gnade Gottes“ ab.

## Persönlichkeiten
- David Hamilton (1933–2016), britischer Kunstfotograf und Filmemacher, erwarb Anfang der 1960er-Jahre ein Haus in Ramatuelle und machte an dem Ort seine ersten Modeaufnahmen.
- Gérard Philipe (1922–1959), französischer Schauspieler, ist auf dem Friedhof von Ramatuelle beigesetzt.
- Jean-Claude Brialy (1933–2007), französischer Schauspieler und Regisseur, rief das Festival de Théâtre et Variété de Ramatuelle[4] ins Leben. Er besaß ein Anwesen in der Gemeinde.
- Romy Schneider (1938–1982), deutsch-französische Schauspielerin, besaß in der Region ein Anwesen mit Weinbergen. In einer Villa im Ortsteil L’Oumède wurde ihr Film Der Swimmingpool gedreht.
- Johnny Hallyday (1943–2017), französischer Sänger, besaß in Ramatuelle bis 2000 seine berühmte Villa Lorada.[5]
- Juliette Gréco (1927–2020), französische Sängerin und Schauspielerin, wohnte und starb in Ramatuelle. Sie nahm am ersten Festival in Ramatuelle teil.[6]